# Corymbophanes
Corymbophanes is een geslacht van straalvinnige vissen uit de familie van de harnasmeervallen (Loricariidae).

## Soorten
- Corymbophanes andersoni Eigenmann, 1909
- Corymbophanes kaiei Armbruster & Sabaj Pérez, 2000